# Isala de Holanda
El Isala de Holanda o Hollandse IJssel (pronunciado /ˌɦɔlɑntsə ˈʔɛisəl/), a diferencia del Isala de Güeldres o Gelderse IJssel, es un brazo del delta del Rin que fluye hacia el oeste desde Nieuwegein en el río Lek a través de IJsselstein, Gouda y Capelle aan den IJssel hasta Krimpen aan den IJssel, donde termina en el Nuevo Mosa. Otro ramal llamado Enge IJssel ("Isala estrecho") fluye hacia el suroeste desde Nieuwegein. Originalmente, el Hollandse IJssel se bifurcaba del río Lek en Nieuwegein, pero la conexión se cortó con el Hollandse IJssel, hoy en día solo drena los pastos circundantes.
|  |  |

Si el Mar del Norte se inunda, el Isala de Holanda permite que el agua a través del Canal de Róterdam inunde las tierras bajas al este de Róterdam. El Plan Delta incluyó una barrera de acero que se pudiera bajar en cuestión de minutos para bloquear la vía fluvial. Las construcciones de protección del mar se construyeron en 1957 en la desembocadura del Isala de Holanda.

## Toponimia
Se cree que el nombre Isala (IJssel, en neerlandés) deriva del germánico i sala, que significa "agua oscura". 

## Historia
El Isala de Holanda era originalmente un brazo del Lek. El brazo se separó en el siglo XIII por dos razones: en primer lugar, el Lek se hizo más grande debido a la represa del Oude Rijns cerca de Wijk bij Duurstede. Por otro lado, el drenaje de los páramos a ambos lados del Isala requería un buen drenaje. Sin embargo, esto sólo podría funcionar si el nivel del Isala fuera más bajo que el del Lek. El conde Florencio V de Holanda hizo construir la presa Dam bij het Klapheken en 1285. Como consecuencia, el Isala de Holanda amenazó con atascarse. Para evitarlo, apenas diez años después se construyó un canal de conexión llamado Doorslag entre el canal Vaartse Rijn (entre Lek y Utrecht), construido en 1122, y el Isala de Holandal. Sin embargo, el nivel del agua en la parte alta seguía siendo demasiado bajo para el tráfico marítimo, por lo que a mediados del siglo XIX se canalizó hacia Gouda. Desde 1954, una presa con esclusa y esclusa al sureste de Gouda separa la parte superior canalizada del río, el Gekanaliseerde Hollandse IJssel, de la parte inferior de las mareas.